# Euperilampus tanyglossa
Euperilampus tanyglossa är en stekelart som beskrevs av Darling 1983. Euperilampus tanyglossa ingår i släktet Euperilampus och familjen gropglanssteklar. Inga underarter finns listade i Catalogue of Life.